# Westfriese Golfclub
De Westfriese Golfclub is een Nederlandse golfclub in Westwoud in de provincie Noord-Holland. 

## Baan
De club speelt op Golfbaan Westwoud. De baan kent twee gezichten. De eerste negen holes bevinden zich in een Westfries landschap met grote waterpartijen. De laatste negen holes zijn typische holes voor een bosbaan met bomen en heuvels. Daarnaast beschikt de golfbaan ook over een deels overdekte driving range en faciliteiten om te oefenen met het putten en chippen.
Op het terrein bevindt zich ook het clubhuis voorzien van kleedkamers, een aantal vergaderruimten, een golfshop en een horecagelegenheid genaamd Brasserie Westwoud. Het clubhuis is het hele jaar door zeven dagen in de week geopend.
Er werken op de baan twee professionals, die golflessen aanbieden via Eccles Golf Academy.

## Geschiedenis
In 1984 kwam Anton Dalhuijsen op het idee om op de vuilnisbelt bij Westwoud een golfbaan te realiseren. In 1985 heeft Gerard Jol de eerste negen holes aangelegd. Deze holes zijn de latere holes 10 tot en met 18. Het was een van de eerste golfbanen in Nederland die werd aangelegd op vuilstortplaats. Hierdoor is een sterk glooiende baan ontstaan. Drie jaar na de aanleg van de holes werd in 1988 de Westfriese Golfclub opgericht.
In 2005 werd de baan met de huidige holes 1 tot en met 9 uitgebreid tot 18 holes. Bij de aanleg er van is het oorspronkelijke Westfriese landschap zoveel mogelijk bewaard gebleven.
Sinds 2018 vindt op de baan een jeugdtoernooi plaats, het Westfriese Jeugd Open. Het is een 27-holes-strokeplaywedstrijd met een cut na 18 holes.